# Grønt tag
Grønt tag er benævnelsen for tagkonstruktioner, der har et vækstlag af planter/græs som beklædning. Fordelen ved denne type beklædninger i forhold til traditionelle materialer er, at det kan medvirke til et mere behageligt indeklima.
Grønne tage kendes i kontinuerlig tradition siden forhistorisk tid i store dele af Norden i form af tørvtag med græsbevokset torv på vandtæt birkebark.
En af de væsentligste forudsætninger for, at et grønt tag lykkes er, at afdræning og vandtilbageholdelsen fungerer optimalt, og nok så vigtigt, at det valgte vækstmedie er egnet til opgaven. Muldjord fungerer ikke på tag eller dæk. Vækstmediet skal indeholde en væsentlig andel mineralske partikler, og for at disse samtidigt kan medvirke til vandtilbageholdelsen, er produkter som f.eks. letklinker eller lignende vigtige bestanddele.
I Normer og vejledning for Anlægsgartnerarbejder 2006 er løsningsmuligheder og data, såsom vægtbelastning og vegetationstypper, anvist.
- Wikimedia Commons har flere filer relateret til Grønt tag

| Arkitektur | Spire Denne arkitekturartikel er en spire som bør udbygges. Du er velkommen til at hjælpe Wikipedia ved at udvide den. |